# Uszpenszkojei járás

Az Uszpenszkojei járás a Krasznodari határterületen

Az Uszpenszkojei járás (oroszul Успенский муниципальный район) Oroszország egyik járása a Krasznodari határterületen. Székhelye Uszpenszkoje.

## Népesség
- 1989-ben 36 697 lakosa volt.
- 2002-ben 40 873 lakosa volt, melyből 31 990 orosz (78,3%), 3 221 adige (7,9%), 1 990 örmény (4,9%), 906 ukrán, 635 görög, 381 cigány, 259 német, 214 fehérorosz, 141 azeri, 112 tatár, 72 grúz, 3 török.
- 2010-ben 41 273 lakosa volt.

Az örmény lakosság százalékos aránya Konokovo faluban eléri a 10,7%-ot. Az adigék főleg kisebb falvakban élnek.